# Кочковатский
Кочковатский — разъезд в Называевском районе Омской области России. В составе Богодуховского сельского поселения.

## История
Основан в 1913 г. В 1928 г. разъезд № 49 состоял из 10 хозяйств, основное население — русские. В составе Черемновского сельсовета Называевского района Омского округа Сибирского края.

## Население
| 1926 | 2002 | 2010 |
| ---- | ---- | ---- |
| 41   | ↗129 | ↘69  |

Гендерный состав
По данным Всероссийской переписи населения 2010 года в гендерной структуре населения из 69 человек мужчин — 36, женщин — 33	(52,2 и 47,8 % соответственно)
Национальный состав
В 1928 г. основное население — русские.
Согласно результатам переписи 2002 года, в национальной структуре населения русские составляли 89 % от общей численности населения в 129 чел..

## Инфраструктура
Путевое хозяйство.

## Транспорт
Автомобильный и железнодорожный транспорт.